# Per Johansson (författare)
Per Johansson född 1972 är en svensk författare.

## Författarskap
Johanssons första roman Göteborg i päls (2006) nominerades till Borås Tidnings debutantpris med motiveringen ”En suggestiv diskbänksrapport i romanens form som växer till en oförglömligt krass och sårig arbetslivsskildring av idag.”
Hans andra roman Cancersurfare (2010) belönades med Göteborgs-Postens litteraturpris med motiveringen "en stilskarp gestaltning av vardagslivets vansinne där såväl krogrök som hemtjänst förvandlas till omistliga ingredienser i det litterära laboratoriet".
Hans roman Kricket (2013) beskrivs som en originell och spretig roman, som "... med viss konsekvens sysselsätter sig med sammanbrottets dramaturgi. Med detaljerad skärpa och en stor känsla för vardagsabsurdism uppehåller han sig vid den tidpunkt då livet så att säga går över gränsen, där kontrollen förloras och andra verkligheter bryter sig in." Recensenten avslutar med "boken innehåller ... ett sällsynt intressant och levande porträtt av en människa i kris. För det är här som Per Johanssons främsta styrka ligger: att visa hur subjektiv en verklighet kan te sig. Och inte minst – hans förmåga att dra med sig sin läsare, hela vägen."
Hans roman Kungsträdgårdens svarta hål (2016) recenseras som "en stilistiskt mycket driven lek som pekar på avgrunder som kan lura under det till synes självklara. Per Johansson har alla nödvändiga verktyg för att ro allt i land och när det är dags att summera kan det visa sig att Kungsträdgårdens svarta hål är den här vårens bästa svenska roman."